# Michail Andreevič Golicyn
Principe Michail Andreevič Golicyn, in russo Михаил Андреевич Голицын? (1639 – Belgrado, 5 ottobre 1687), è stato un politico russo.

## Biografia
Era il figlio più giovane del boiardo Andrej Andreevič Golicyn (?-1638), e di sua moglie, Evfimija Jur'evna Pil'emova-Saburova (?-1641), figlia di Jurij Grigor'evič Pil'emov-Saburov. In tenera età aveva perso sia il padre che la madre.

## Carriera
Nel 1685 accompagnò Alessio I a Riga e, due anni dopo, venne nominato steward. Fu governatore di Smolensk (1672-1675), governatore di Kiev (1678-1679) e governatore di Pskov (1682).
Nel 1686 si trasferì a Belgrado.

## Matrimonio
Nel 1663 sposò Praskov'ja Nikitična Kaftyreva (1645-1715). Ebbero sette figli:
- Dmitrij Michajlovič (1665-1737);
- Marija Michajlovna (1673-1728), sposò il principe Aleksej Petrovič Chovanskij;
- Michail Michajlovič (1675-1730);
- Marija Michajlovna (1676-?), sposò il principe Nikita Petrovič Prozorovskij;
- Sof'ja Michajlovna (1681-1703), sposò il principe Ivan Fëdorovič Barjatinskij;
- Pëtr Michajlovič (1682-1722);
- Michail Michajlovič (1684-1764).

## Morte
Morì il 5 ottobre 1687, a Belgrado. Fu sepolto a Mosca nel Monastero dell'Epifania.